# 九十九島パールシーリゾート
九十九島パールシーリゾート（くじゅうくしま Pearl sea resort）は、長崎県佐世保市にある、佐世保市立の水族館・遊覧船・飲食店・土産物店などの複合施設である。2014年4月1日に「西海パールシーリゾート」（さいかい- ）から名称変更された。

## 概要
1994年、佐世保市西部の鹿子前町（かしまえちょう）の旧「鹿子前水族館」跡地にオープンした。指定管理者制度に基づき、第三セクター「させぼパール・シー」によって管理・運営されている。佐世保市の統計によると2006年度の観客動員数は139万8400人。
施設は「西海国立公園 九十九島水族館 海きらら」をメインに、遊覧船ターミナル、飲食店、土産物店が周囲に連なる。また施設は西海国立公園区域の一つ・南九十九島に面している。近隣には西海国立公園九十九島動植物園（森きらら）、展海峰などの観光地がある。
主な施設は、建築家・古市徹雄／古市徹雄都市建築研究所。第7回JIA新人賞受賞作品。

### 海上施設
- 遊覧船 - 九十九島遊覧船「パールクィーン」「みらい」があるが、2025年1月現在は「パールクィーン」のみが運航している。約50分かけて複雑に入り組んだ九十九島の間を縫うように走る。かつては、海賊船をモチーフにした遊覧船「海王」が就航していた。
- マリーナ - 水族館前でヨットセイリングとシーカヤック体験ができる。

### 水族館

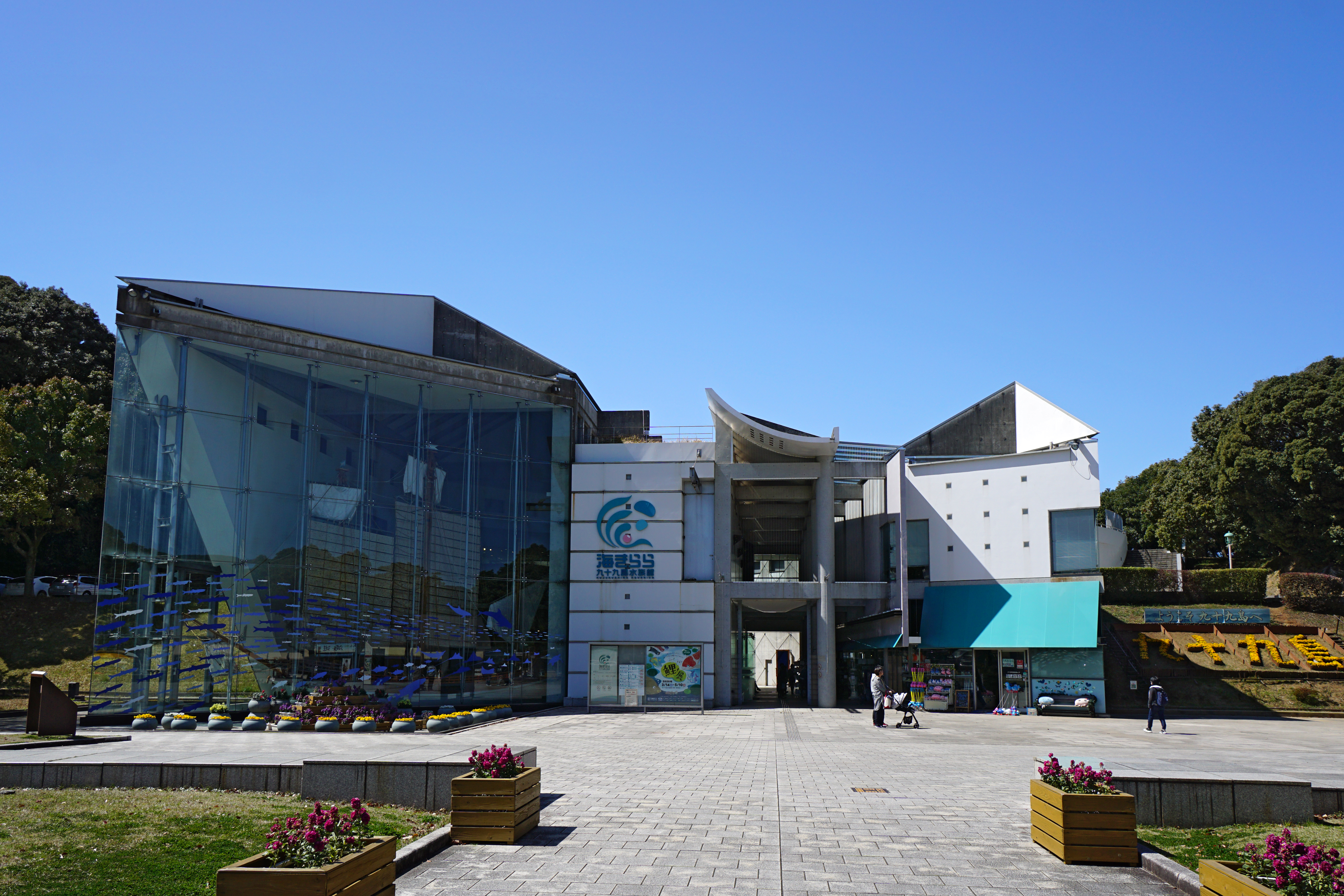
九十九島水族館 海きらら

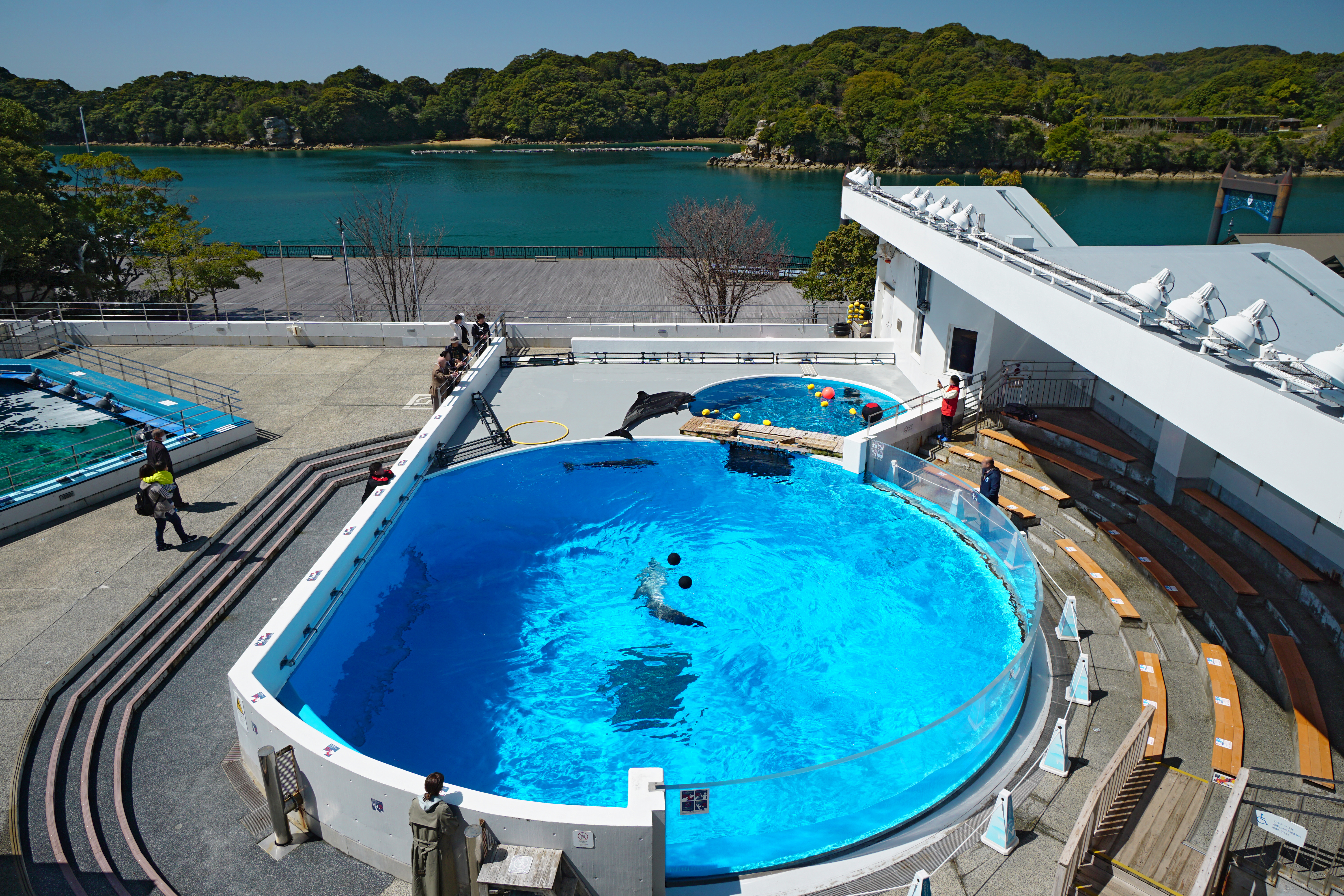
九十九島イルカプール

2008年8月まで船の展示館とアイマックスドームシアターを併設していた。2008年9月に一旦閉館しこれらを廃止した上で、「九十九島湾大水槽」「イルカ水槽」の新設、ドームシアターを「クラゲシンフォニードーム」とするなどの変更・改築がなされた。2009年7月18日に「西海国立公園 九十九島水族館 海きらら」としてリニューアルオープンした。
アオウミガメ、タイマイ、チョウチョウウオ類など南方系の動物もいるが、佐世保近海の生物展示に重点を置く。干潟、荒波が打ち寄せる磯、タイドプール、アマモの藻場、砂泥底、海底の瀬などを模した小水槽が配置され、他にもカブトガニ、根魚、九十九島の外海に生息するウミガメや大型肉食魚タマカイなどをテーマにした水槽もある。
メインの「九十九島湾大水槽」は、エイ類、カタクチイワシ、マアジ、スズメダイなどが泳ぐスペースとともに岩礁・アマモ藻場なども併設され、ここに生息する根魚やタイドプールの生物も観察できる。
展示を観覧するだけではなく、メジナやマダイなどに餌を与えることができる「餌やり水槽」、イトマキヒトデやナマコなどに触れることができる「タッチング水槽」、真珠の玉出し体験などのコーナーもある。
水槽以外でも大村湾のスナメリ、九十九島沿岸のカブトガニ、九十九島に自生するカノコユリやマメ科植物・トビカズラなど、佐世保近郊の希少種の展示もある。

### その他
グランドデッキ
遊覧船ターミナルの海岸沿いに造られた板張りの遊歩道。飲食店と展望設備がある。
芝生広場
入口側の市道とパールシーリゾートへの進入路に挟まれた区域に広がる。西側には島影に沈む夕陽を表してデザインされた「九十九詩人」（阿久悠作詞・羽田健太郎作曲）歌碑がある。

## 沿革
- 1990年5月28日 - 会社設立
- 1994年7月20日 - 「西海パールシーリゾート」グランドオープン
- 2002年7月20日 - 九十九島遊覧船「パールクイーン」就航
- 2008年8月31日 - 西海パールシーリゾートリニューアルオープンのためクローズ。
- 2009年7月18日 - 九十九島水族館「海きらら」としてリニューアルオープン。
- 2010年7月17日〜9月20日 - 九十九島水族館にリニューアルオープンして初の特別展、「生き物珍発見！」を開催
- 2011年3月19日〜5月15日 - 「もしもしカメ展」開催
- 2011年7月16日〜9月19日 - 「ほらほら！ホラー展」開催
- 2014年4月1日 - 「九十九島パールシーリゾート」に施設名称を変更。シンボルマークも変更

## 施設の利用
海きらら
大人1,470円、子供730円。15名以上の団体は大人1,250円、子供630円。開館時間 9時-18時（ただし11月-2月は17時まで）、最終入館は閉館30分前まで
遊覧船
大人1,500円、子供750円。
ヨットセイリング
大人2,200円、子供1,100円。
シーカヤック
1人乗り600円、2人乗り1,200円。
リラクルーズ
大人2,200円  子供1,100円。　

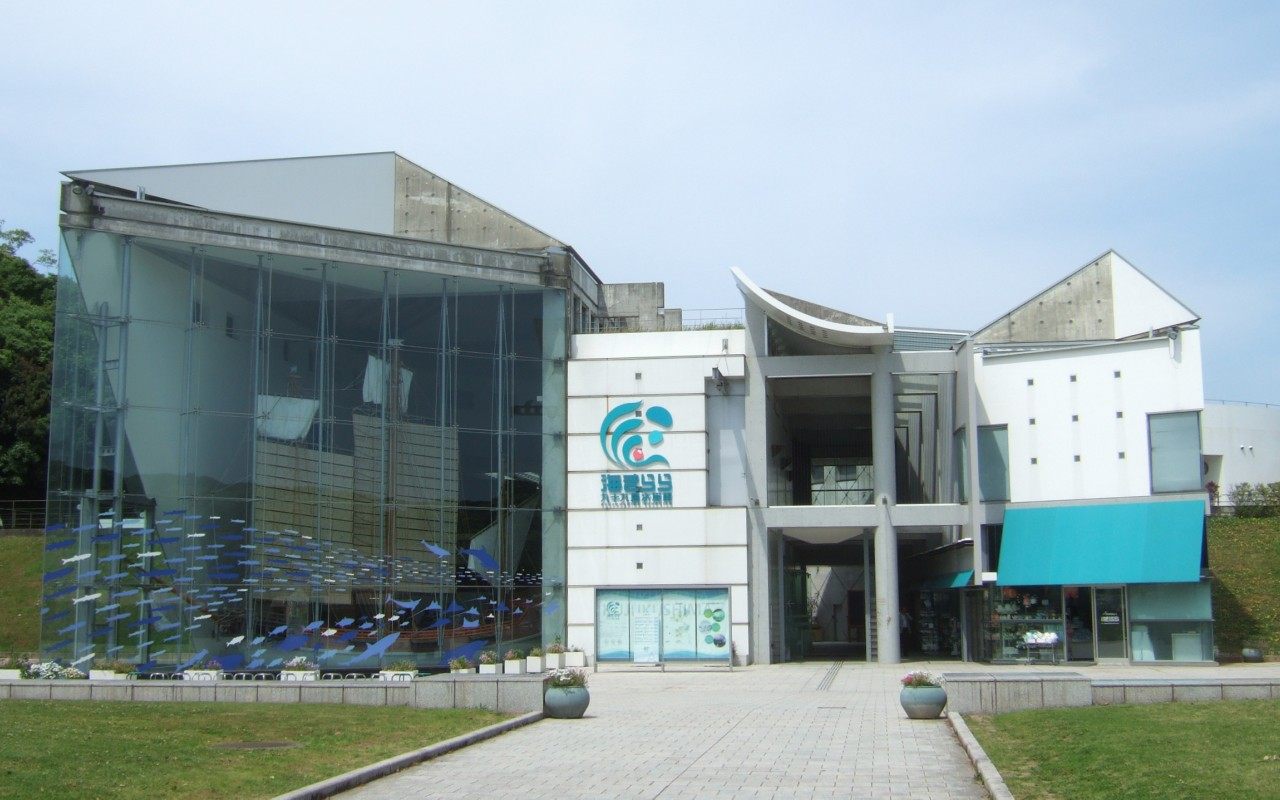
2010年の外観
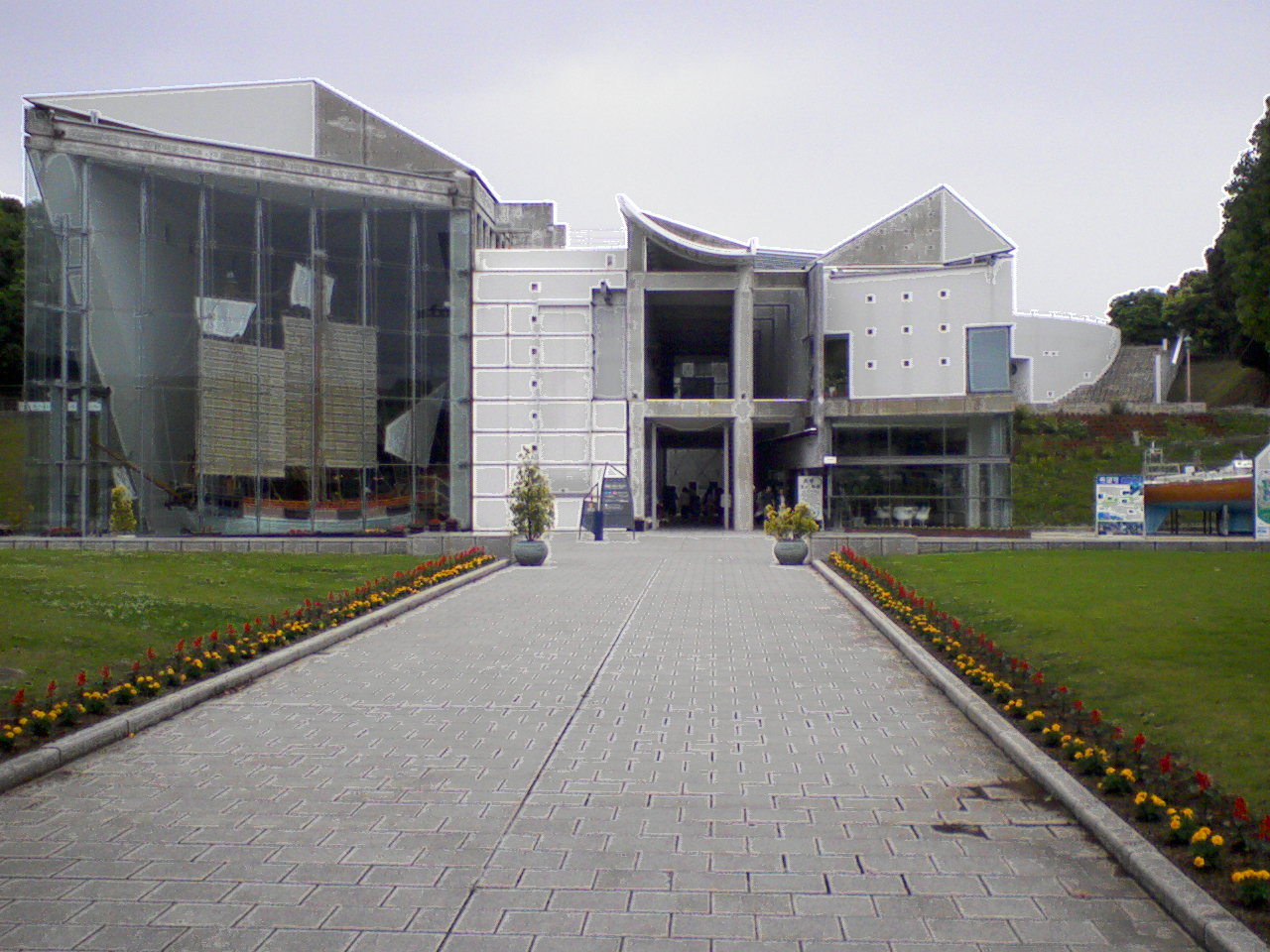
2007年（リニューアル前）の外観
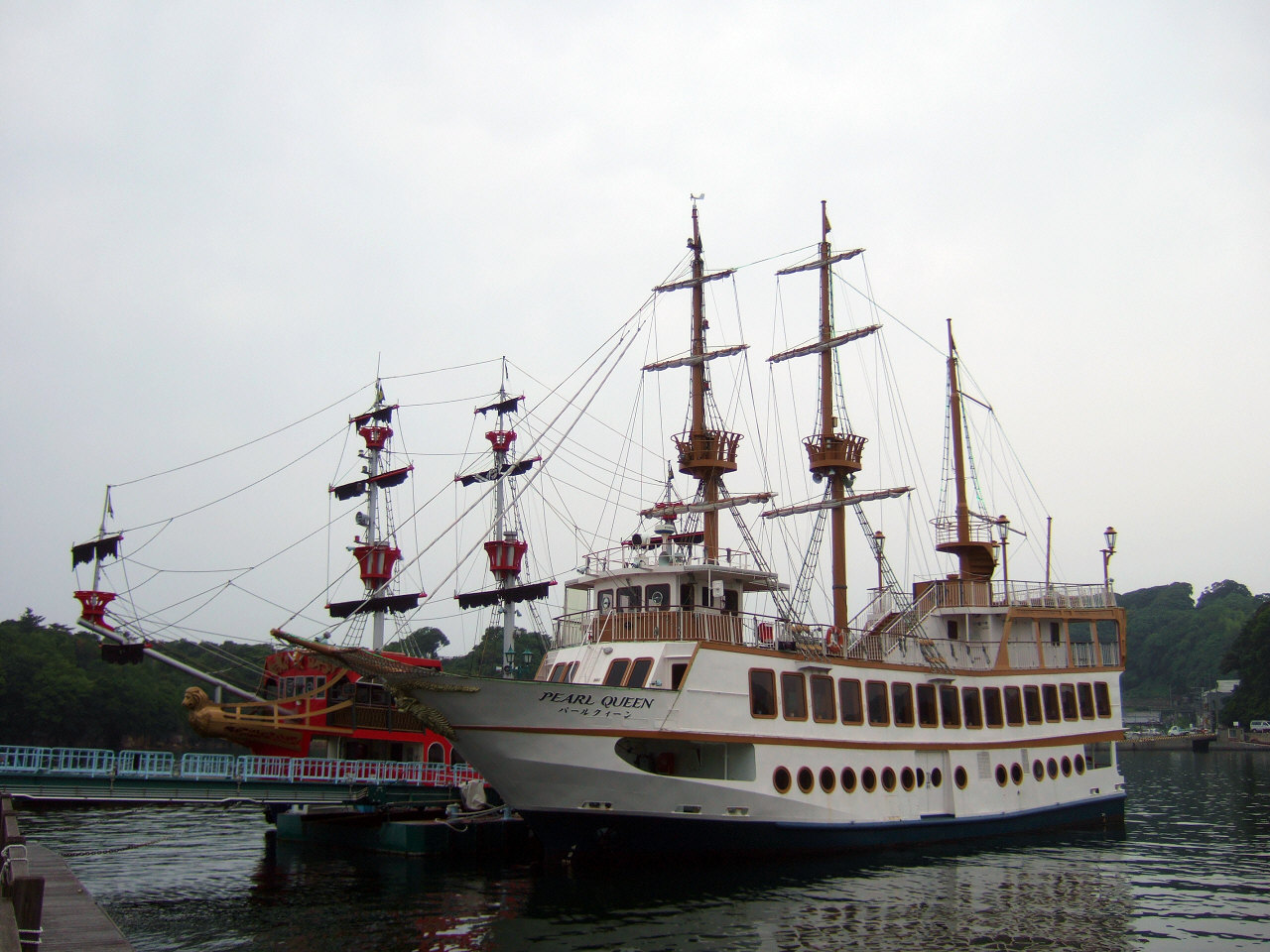
遊覧船「パールクィーン」
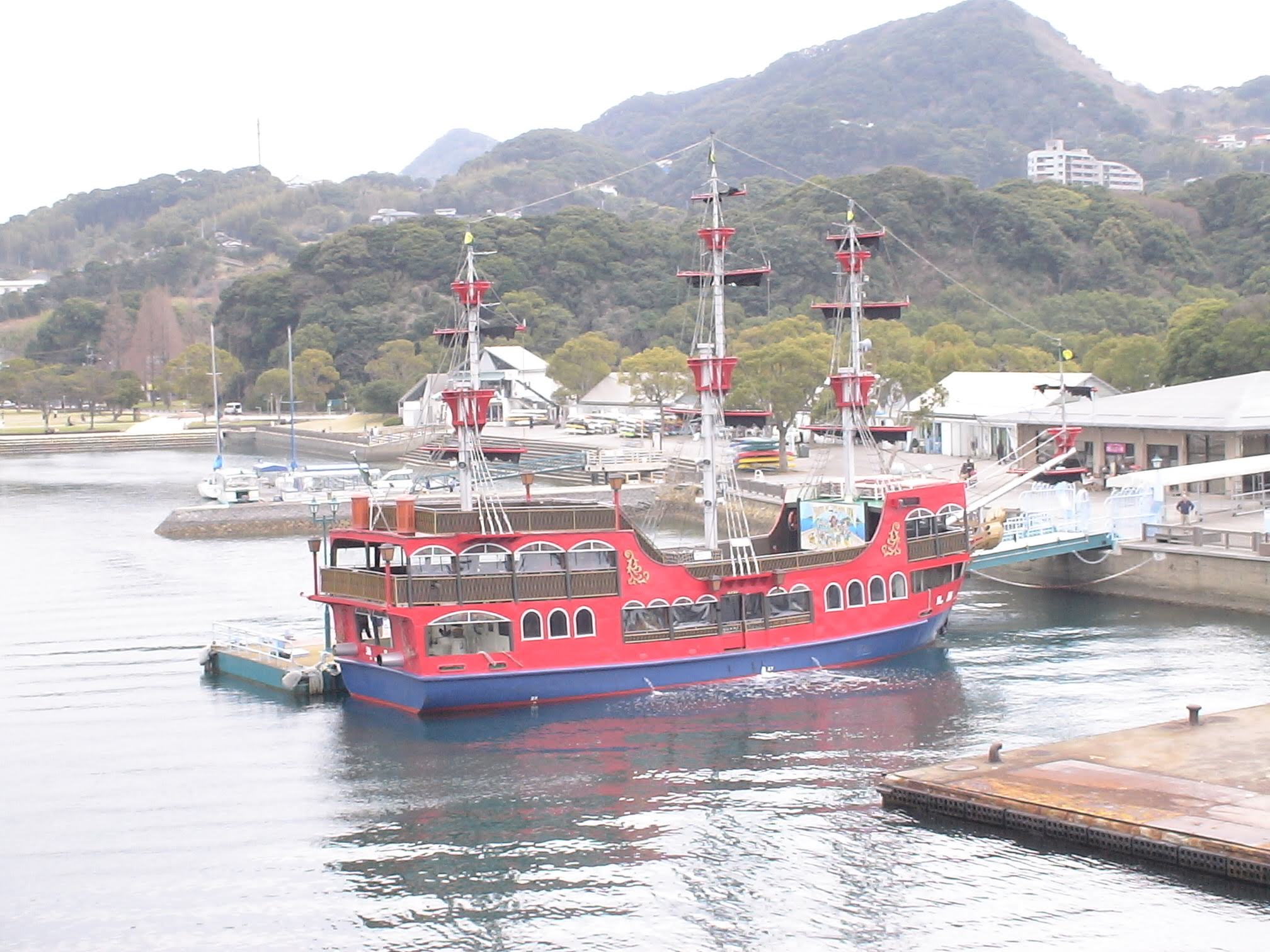
海賊船「海王」
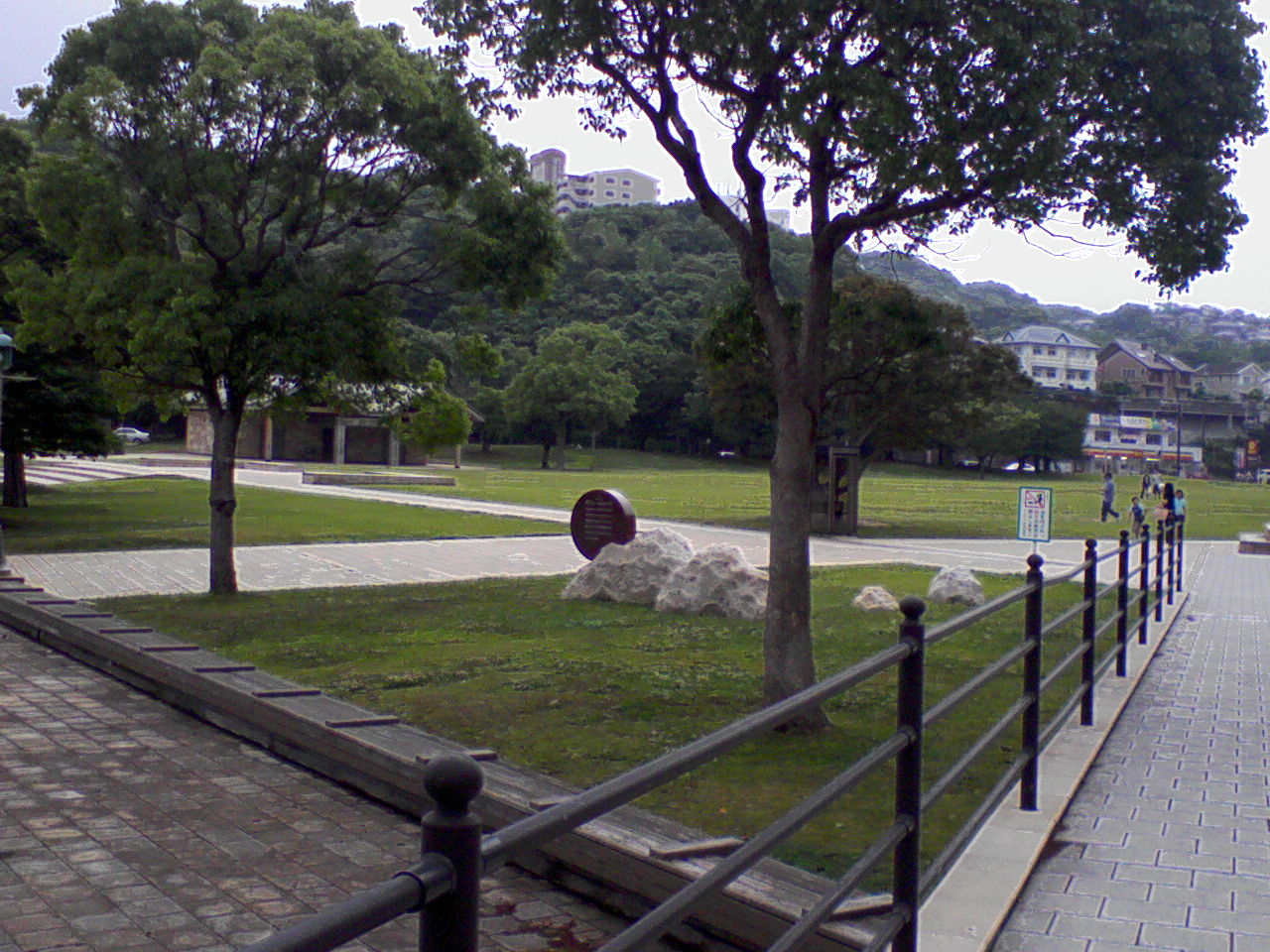
芝生広場西側より（中央のモニュメントが「九十九詩人」歌碑）

## 交通
- 路線バス
  - 西肥バス（させぼバスが担当）利用の場合、佐世保駅前バスターミナル6番のりばから有料シャトルバスで18分、「パールシーリゾート九十九島水族館」行きで25分。
- 自動車
  - JR・松浦鉄道佐世保駅から佐世保港沿いのSSKバイパスを経て、俵ヶ浦方面へ行かずに右折。鹿子前トンネルを抜けると左側に入口がある。施設周囲には有料駐車場がある。
  - 高速道路の場合、西九州自動車道佐世保道路の佐世保中央ICが最寄。